# Chaubardiella hirtzii
Chaubardiella hirtzii är en orkidéart som beskrevs av Dodson. Chaubardiella hirtzii ingår i släktet Chaubardiella och familjen orkidéer. Inga underarter finns listade i Catalogue of Life.